# Jürgen-Peter Graf
Jürgen-Peter Graf (* 22. Dezember 1952 in Oberkirch (Baden)) ist ein deutscher Rechtswissenschaftler und war Richter am Bundesgerichtshof. Zuletzt war er von Oktober 2015 bis Juni 2018 stellvertretender Vorsitzender des 1. Strafsenats. Inzwischen ist er als Rechtsanwalt, insbesondere in Revisionssachen, aber auch Wirtschaftsstrafsachen und Kapitaldelikten überregional tätig. Seit 1. Januar 2025 führt er seine Kanzlei in Karlsruhe alleinverantwortlich, nachdem er sich zum Jahresende 2024 von VBB Rechtsanwälte getrennt hatte.

## Ausbildung
Sein Abitur legte Graf 1971 am heutigen Hans-Furler-Gymnasium in Oberkirch ab. Nach Ableistung seiner Wehrpflicht in Regensburg begann er im Oktober 1972 das Studium der Rechtswissenschaften an der Albert-Ludwigs-Universität Freiburg, wo er 1977 das erste juristische Staatsexamen ablegte.
Nach dem Referendariat in der baden-württembergischen Justiz legte er 1979 sein zweites juristisches Staatsexamen in Stuttgart ab. Danach war er als wissenschaftlicher Assistent an der Universität Freiburg tätig. 1984 promovierte er über das familienrechtliche Thema „Dispositionsbefugnisse über den Versorgungsausgleich gem. § 1408 Abs. 2 BGB“.

## Berufslaufbahn
Im Januar 1983 trat Graf als Richter in die baden-württembergische Justiz ein und war in der Folgezeit bei dem Amtsgericht Emmendingen, der Staatsanwaltschaft Freiburg, dem Landgericht Freiburg, dem Amtsgericht Lörrach und dem Amtsgericht Freiburg im Breisgau tätig.
Im August 1988 wurde er als wissenschaftlicher Mitarbeiter zur Behörde des Generalbundesanwalts nach Karlsruhe abgeordnet. Dort war er zunächst in der Ermittlungsabteilung, danach in der Abteilung für Revisionsstrafsachen eingesetzt.
Vom April 1992 bis September 1992 war er bei der Generalstaatsanwaltschaft in Karlsruhe als Dezernent eingesetzt.
Zum 1. Oktober 1992 kehrte er – nominell im Abordnungsverhältnis von einer Planstelle als Staatsanwalt in Freiburg und ab 1. Dezember 1993 ebenfalls im Abordnungsverhältnis aus einer Planstelle als Oberstaatsanwaltschaft in Trier – zur Behörde des Generalbundesanwalts zurück, wo er in der Folge zunächst Ermittlungsverfahren gegen rechtsextremistische Straftäter bearbeitete.
Etwa zeitgleich mit seiner Beförderung zum Oberstaatsanwalt beim Bundesgerichtshof im Dezember 1994 spezialisierte er sich neben seiner Ermittlungstätigkeit vor allem auf Fragen der Telekommunikationsüberwachung, Providerverantwortlichkeiten und ganz allgemein den Bereich von Straftaten im Internet. Daraus resultieren zahlreiche nationale und internationale Vorträge zu diesen Themen (u. a. als Mitarbeiter der G8-Subgroup High-Tech-Crime) sowie entsprechende Veröffentlichungen. Daneben war er mehrere Jahre stellvertretender Datenschutzbeauftragter der Behörde des Generalbundesanwalts.
Am 5. Februar 2003 wurde er zum Richter am Bundesgerichtshof ernannt, wo er zunächst dem u. a. für das Gesellschaftsrecht zuständigen II. Zivilsenat zugewiesen war. Seit 1. April 2004 war er Mitglied des 1. Strafsenats, welcher für Revisonssachen aus den Bundesländern Baden-Württemberg und Bayern, für alle Revisionen in Steuer- und Zollstrafsachen sowie Militärstrafsachen zuständig ist. Mit Ablauf des 30. Juni 2018 ist Graf als Richter wegen Erreichens der Altersgrenze in den Ruhestand getreten.
Seit 20. Juli 2018 ist er in Karlsruhe als Rechtsanwalt in Strafsachen tätig, insbesondere Revisionssachen, sowie in Wirtschaft- und Steuerstrafsachen, nachdem er zunächst auch wieder Zivilsachen und Gesellschaftsangelegenheiten bearbeitet hatte. Vom 1. März 2019 bis zum 31. Dezember 2024 hatte er sich dann als Of Counsel der Düsseldorfer Strafrechtsboutique für Wirtschaftsstrafsachen VBB Rechtsanwälte angeschlossen und die Karlsruher Zweigstelle der Kanzlei geleitet. Nach der Trennung zum Jahresende 2024 führt er nun die Kanzlei alleinverantwortlich fort, wobei inzwischen zwei im Strafrecht tätige Rechtsanwältinnen eigene Büros in der Kanzlei führen. Er selbst bearbeitet neben dem Hauptarbeitsgebiet Revisionssachen auch weitere Strafsachen, insbesondere aus dem Wirtschafts- und Steuerstrafrecht, aber auch Kapitalstrafsachen sowie Sachverhalte aus dem Bereich von Kryptodelikten. Zudem berät er inzwischen mehrere Firmen in gesellschaftsrechtlichen, aber auch allgemeinen zivilrechtlichen Fragen.

## Privates
Graf ist verheiratet und hat zwei erwachsene Töchter und einen erwachsenen Sohn. Eine Tochter ist promovierte Rechtsanwältin, die andere Tochter Dr. Dipl. Ing. für Luft- und Raumfahrttechnik. Sein Sohn ist Arzt.

## Nebentätigkeiten

### Sachverständigentätigkeit
Vielfach war er in den letzten Jahren als Sachverständiger zu öffentlichen Anhörungen des Rechtsausschusses des Deutschen Bundestags berufen, unter anderem am 21. März 2007 zum Thema Bekämpfung der Computerkriminalität, am 25. April 2007 zum Entwurf eines Gesetzes zur Änderung des Zollfahndungsdienstgesetzes, am 19./21. September 2007 zur Änderung des Rechts der Telekommunikationsüberwachung sowie Einführung der Vorratsdatenspeicherung, am 18. März 2009 zum Entwurf eines Gesetzes zur Reform des strafrechtlichen Wiederaufnahmerechts und am 22. April 2009 zu den Entwürfen eines Gesetzes zur Verfolgung der Vorbereitung von schweren staatsgefährdenden Gewalttaten. Am 27. Mai 2009 war er als Sachverständiger zu der zu öffentlichen Anhörung des Ausschusses für Wirtschaft und Technologie des Deutschen Bundestages zum Entwurf eines Gesetzes zur Bekämpfung der Kinderpornografie in Kommunikationsnetzen berufen. Benannt war er auch als Sachverständiger für die beiden öffentlichen Anhörungen des Rechtsausschusses des Deutschen Bundestags am 10. September 2010 zum Thema „Neuordnung des Rechts der Sicherungsverwahrung“ sowie an demselben Tag zu den Gesetzentwürfen der Oppositionsparteien zur Aufhebung des Gesetzes zur Erschwerung des Zugangs zu kinderpornographischen Inhalten in Kommunikationsnetzen.
 Am 26. Januar 2011 war er als Sachverständiger bei der öffentlichen Anhörung zum Entwurf eines Gesetzes zur Stärkung der Pressefreiheit im Straf- und Strafprozessrecht (PrStG) geladen, wodurch die Straflosigkeit von Journalisten wegen Beihilfe zum Geheimnisverrat durch Amtsträger (§ 353b StGB) erreicht werden soll. Im Jahr 2012 war er am 13. Juni 2012 als Sachverständiger bei der öffentlichen Anhörung des Rechtsausschusses geladen zum Entwurf von Änderungsgesetzen der SPD-Fraktion und des Bundesrats mit dem Ziel, menschenverachtende, insbesondere rassistische oder fremdenfeindliche, Beweggründe und Ziele des Täters als besondere Strafzumessungsgründe in § 46 Absatz 2 des Strafgesetzbuchs (StGB) aufzunehmen, die im Rahmen der Strafzumessung strafschärfend zu berücksichtigen sind, und am 12. Dezember 2012 bei der öffentlichen Anhörung des Rechtsausschusses zum Entwurf eines Gesetzes zur Strafbarkeit der gewerbsmäßigen Förderung der Selbsttötung. Zuletzt war er als Sachverständiger bei der öffentlichen Anhörung des Ausschusses für Recht und Verbraucherschutz am 15. Februar 2016 zum Entwurf eines Gesetzes zur Novellierung des Rechts der Unterbringung in einem psychiatrischen Krankenhaus gemäß § 63 des Strafgesetzbuches geladen.

### Herausgeberschaften und Autorentätigkeit
Er ist Herausgeber des ab 2012 herausgegebenen Beck’schen Online-Kommentars zum Gesetz über Ordnungswidrigkeiten sowie des seit 2008 herausgegebenen Beck’schen Online-Kommentar zur StPO und kommentiert dort selbst §§ 99–100e StPO (Postbeschlagnahme, E-Mail-Beschlagnahme und Telekommunikationsüberwachung), darunter die neuen Vorschriften zur Quellen-TKÜ und zur Online-Durchsuchung als Eingriffsmaßnahme der StPO sowie die Vorschrift des § 100j StPO, weiterhin §§ 3, 95 ff und §§ 148, 149TKG (insbes. Zulässigkeit von Datenspeicherungen durch Provider und zur Problematik einer Vorratsdatenspeicherung) sowie die neuen §§ 198 ff. GVG zum Rechtsschutz bei überlangen Gerichtsverfahren. Dieser StPO-Kommentar ist im April 2010 erstmals als Printversion Graf / StPO erschienen; die zweite Auflage ist im September 2012 auf den Markt gekommen, die 3. Auflage mit allen Reformgesetzen des Sommers 2017 im Januar 2018 und die 4. Auflage im August 2021 erschienen. Der OWiG Kommentar ist inzwischen ebenfalls im Juni 2022 in 1. Auflage als Printversion erschienen. Des Weiteren ist er von Anfang an Mitautor des 2021 nunmehr in 4. Auflage erschienenen Münchener Kommentars zum StGB (insbesondere zu §§ 201, 201a, 202, 202a, 202b, 202c, 202d. 204 und 205 StGB und §§ 353b, 353d StGB (nur bis 2. Auflage)), des Karlsruher Kommentars zum OWiG (Fragen der Elektronischen Aktenführung - §§ 110a ff., Verjährung - §§ 31 ff.) sowie des demnächst in 9. Auflage erscheinenden Karlsruher Kommentars zur StPO (Recht der Untersuchungshaft, Elektronische Dokumente, Beschleunigtes Verfahren). Außerdem ist der Mitherausgeber und Autor des im Juli 2011 erschienenen Kommentars von Graf/Jäger/Wittig zum gesamten Wirtschafts- und Steuerstrafrecht. Im Februar 2017 ist die 2. Auflage dieses Werkes erschienen, in dem er selbst neu das Embryonenschutzgesetz zusammen mit Dr. Catharina Graf kommentiert hat. Im Januar 2011 ist das von ihm völlig neubearbeitete Buch in der JUS-Schriftenreihe „Mustertexte zum Strafprozess“ erschienen, welches sich in erster Linie an Rechtsreferendare sowie junge Richter und Staatsanwälte richtet; die aktuelle Neuauflage ist im Juni 2022 erschienen. Im April 2011 ist erstmals eine von ihm zusammengestellte Rechtsprechungsübersicht bezüglich wichtiger Entscheidungen des Bundesgerichtshofs und des Bundesverfassungsgerichts im Strafrecht und Strafprozessrecht für das Jahr 2010, im März 2012 die entsprechende Entscheidungsübersicht für das Jahr 2011 erschienen. Die Ausgabe der Rechtsprechungsübersicht für das Jahr 2012 ist am 13. März 2013, für das Jahr 2013 am 17. März 2014, für das Jahr 2014 am 13. März 2015, für das Berichtsjahr 2015 Ende April 2016, für das Berichtsjahr 2016 am 16. März 2017, für das Berichtsjahr 2017 bereits am 8. Januar 2018 und für die Berichtsjahre 2018 und 2019 am 30. März 2020 erschienen. Unter seiner Herausgeberschaft erscheinen seit Mai 2013 der neue Beck'sche Online-Kommentar zu den deutschen Strafvollzugsgesetzen, beginnend mit dem Onlinekommentar zum Strafvollzugsgesetz (Bund), verfügbar ab Mai 2013. Erste Landesvollzugsgesetze sind ab Januar 2014, beginnend mit dem Untersuchungshaftvollzugsrecht Schleswig-Holstein und dem gesamten Strafvollzugsrecht Bayern, erschienen. Inzwischen sind von allen Bundesländern zumindest wesentliche Teile der jeweiligen Strafvollzugsgesetze kommentiert; die Strafvollzugsgesetze von Bayern, Brandenburg, Rheinland-Pfalz, Sachsen, Thüringen, Niedersachsen und Baden-Württemberg (Hrsg. Wulf) liegen bereits in vollständiger Kommentierung vor. Am 26. Juni 2014 erschien erstmals eine Kommentierung der Richtlinien für das Strafverfahren und das Bußgeldverfahren (RiStBV) sowie der Anordnung über Mitteilungen in Strafsachen (MiStra) als Online-Kommentar in Beck-Online; der Kommentar ist zudem am 31. Juli 2015 in einer aktualisierten Form als Printauflage erschienen. Graf war zudem bis 2019 Mitherausgeber der Neue Zeitschrift für Wirtschafts-, Steuer- und Unternehmensstrafrecht (NZWiSt). Die neueste Veröffentlichung in Zeitschriften ist eine Abhandlung „Fehlerquellen bei der Verständigung im Strafverfahren“, veröffentlicht in: Deutsche Richterzeitung (DRiZ) 2016, 308 ff. Am 24. Oktober 2018 ist der von ihm herausgegebene Online-Kommentar zum Gerichtsverfassungsgesetz (GVG) erschienen, der nicht nur alle GVG-Vorschriften kommentiert, sondern erstmals auch Kommentierungen der zugehörigen Ausführungsgesetze aller Bundesländer enthält.

### Referententätigkeit
Bereits seit 1995 ist er ständiger Referent der Deutschen Richterakademie in Trier und Wustrau für Fragen des Strafrechts und der Strafprozessordnung, der Organisierten Kriminalität, vor allem aber für Computer- und Internetstraftaten, zuletzt zwei Veranstaltungen im Oktober 2014. Ebenso hält er nahezu jährlich Referate bei Fortbildungen und Seminaren von Polizeibeamten und Rechtsanwälten zu diesen Themen, insbesondere auch zu den für die Praxis sehr bedeutsamen Problemfeldern Telekommunikationsüberwachungsrecht und den dadurch sich ergebenden Möglichkeiten und Grenzen für Ermittlungen zur Aufklärung von Straftaten. In diesem Zusammenhang referierte er 2012 bei den Jahrestagungen der Landesverbände Sachsen und Berlin des Bund Deutscher Kriminalbeamter (BDK). An der Polizeiakademie Niedersachsen hielt er am 21. März 2012 bei der Fachtagung „Kriminalität und Internet. Rechtsgrundlagen und Anforderungen an die Beweisführung“ den Eingangsvortrag zum Thema „Grundlagen, Rechtsprechung und aktuelle Entwicklungen im Internetstrafrecht“; an der baden-württembergischen Hochschule der Polizei in Villingen-Schwenningen referiert er jeweils im Sommersemester, zuletzt im Mai 2015, zu „Möglichkeiten und Grenzen von Telekommunikationsüberwachungsmaßnahmen, insbes. im Hinblick auf Zulässigkeit von Quellen-TKÜ sowie Überwachung Sozialer Netzwerke“, sowie im Oktober 2012 bei einer Tagung der Generalstaatsanwaltschaft Stuttgart zu denselben Fragen. Im August 2011 war er auf Einladung der Deutschen Botschaft in Panama, um zum Thema Internetstraftaten und Cyberkriminalität verschiedene Vorträge zu halten und Workshops durchzuführen. Außerdem sprach er mit dem Generalstaatsanwalt von Panama, José Ayú Prado, sowie Richtern des Obersten Gerichtshofs über die Möglichkeit eines gemeinsamen künftigen Erfahrungsaustausches sowie Hilfen bei der Fortbildung von Polizei und Justizangehörigen aus Panama. Am 25. Februar 2013 referierte er beim CyberCrime-Symposium in der Universität Hamburg über das Thema „Regulierung von CyberCrime als Herausforderung der Rechtspolitik“. Am 10. Juli 2015 referierte er in Tübingen bei der Fortbildungsveranstaltung des Anwaltsgerichtshofs Baden-Württemberg zum Thema „Anwaltliche Untreue in der Rechtsprechung des Bundesgerichtshofs“. Am 18. Oktober 2016 hielt er den Hauptvortrag „Aktuelle Rechtsprechung des BGH zum Steuerstrafrecht“ bei den „3. WCL Frankfurter Tax-Gespräche“ in Frankfurt/Main.  Seit einigen Jahren ist er auch als Referent bei Tagungen der Deutschen Anwalt Akademie sowie Anwaltsvereinen in ganz Deutschland zu Fragen der aktuellen Rechtsprechung des Bundesgerichtshofes in Strafsachen, zu Fragen des Revisionsrechts sowie zu aktuellen Problemen des Telekommunikationsüberwachungsrechts tätig.

### Lehraufträge
Graf war von 2005 bis 2010 Lehrbeauftragter der Juristischen Fakultät der Ruprecht-Karls-Universität Heidelberg; seit dem SS 2011 ist er Lehrbeauftragter der Julius-Maximilians-Universität Würzburg und seit dem WS 2011/12 zusätzlich auch der Hochschule Offenburg. Im April 2015 wurde er von der Hochschule für Technik, Wirtschaft und Medien in Offenburg als Honorarprofessor bestellt. Seit September 2018 lehrt er auch Zivil- und Wirtschaftsrecht an der FOM-Hochschule in Karlsruhe und Mannheim.

## Veröffentlichungen
- Fehlerquellen bei der Verständigung im Strafverfahren, DRiZ 2016, 308 ff.
- Strafvollzugsrecht Berlin. Beck'scher Online-Kommentar, München 2016, Edition 3
- Strafvollzugsrecht Hamburg. Beck'scher Online-Kommentar, München 2016, Edition 3
- Strafvollzugsrecht Mecklenburg-Vorpommern. Beck'scher Online-Kommentar, München 2016, Edition 3
- Strafvollzugsrecht Sachsen-Anhalt. Beck'scher Online-Kommentar, München 2016, Edition 3
- Strafvollzugsrecht Rheinland-Pfalz. Beck'scher Online-Kommentar, München 2016, Edition 5
- Strafvollzugsrecht Hessen. Beck'scher Online-Kommentar, München 2016, Edition 5
- Strafvollzugsrecht Schleswig-Holstein. Beck'scher Online-Kommentar, München 2016, Edition 6
- Strafvollzugsrecht Nordrhein-Westfalen. Beck'scher Online-Kommentar, München 2016, Edition 5
- Strafvollzugsrecht Bremen. Beck'scher Online-Kommentar, München 2016, Edition 6
- Strafvollzugsrecht Thüringen. Beck'scher Online-Kommentar, München 2016, Edition 7
- Strafvollzugsrecht Bayern. Beck'scher Online-Kommentar, München 2016, Edition 5
- Strafvollzugsrecht Niedersachsen. Beck'scher Online-Kommentar, München 2016, Edition 7
- Strafvollzugsrecht Sachsen. Beck'scher Online-Kommentar, München 2016, Edition 6
- Strafvollzugsrecht Saarland. Beck'scher Online-Kommentar, München 2016, Edition 3
- Strafvollzugsrecht Brandenburg. Beck'scher Online-Kommentar, München 2016, Edition 4
- Strafvollzugsrecht Bund. Beck'scher Online-Kommentar, München 2016, Edition 9
- Ordnungswidrigkeitengesetz. Beck'scher Online-Kommentar, München 2016, Edition 12
- Gerichtsverfassungsgesetz. Beck'scher Online-Kommentar, München 2018, Edition 1
- Jürgen-Peter Graf et al. (Hrsg.): Wirtschafts- und Steuerstrafrecht. Kommentar. C.H. Beck, München 2011, ISBN 978-3-406-60962-6
- Strafprozessordnung mit RiStBV und MiStra. Beck'scher Online-Kommentar, München 2017, Edition 28
- Strafprozessordnung. 2. Aufl. C.H. Beck, München 2012, ISBN 978-3-406-63992-0
- Strafprozessordnung. 1. Aufl. C.H. Beck, München 2010, ISBN 978-3-406-59788-6
- BGH-Rechtsprechung Strafrecht 2015. 1. Aufl. 2015, ISBN 978-3-11-037606-7
- BGH-Rechtsprechung Strafrecht 2014. 1. Aufl. 2014, ISBN 978-3-11-035542-0
- BGH-Rechtsprechung Strafrecht 2012/13. 1. Aufl. 2013, ISBN 978-3-11-030274-5
- BGH-Rechtsprechung Strafrecht 2011. 1. Aufl. 2012, ISBN 978-3-11-027391-5
- BGH-Rechtsprechung Strafrecht 2010. 1. Aufl. 2011, ISBN 978-3-11-025962-9
- § 41 a, §§  112–118a, §§ 417–420 StPO. In: Rolf Hannich (Hrsg.): Karlsruher Kommentar zur Strafprozessordnung. 7. Aufl. 2013, ISBN 978-3-406-63672-1
- § 41 a, §§  112–118a, §§ 417–420 StPO. In: Rolf Hannich (Hrsg.): Karlsruher Kommentar zur Strafprozessordnung. 6. Aufl. 2008, ISBN 978-3-406-49798-8
- §§  110a–110e OWiG. In: Lothar Senge (Hrsg.):  Karlsruher Kommentar zum Ordnungswidrigkeitengesetz. 3. Aufl. 2006, ISBN 3-406-53746-4
- §§  31-34, §§ 110a–110e OWiG. In: Lothar Senge (Hrsg.):  Karlsruher Kommentar zum Ordnungswidrigkeitengesetz. 4. Aufl. 2014, ISBN 978-3-406-66044-3
- Graf: Mustertexte zum Strafprozess. 9. Auflage. 2015, ISBN 978-3-406-67391-7
- Graf, Schroers: Mustertexte zum Strafprozess. 8. Auflage. 2011, ISBN 978-3-406-61326-5
- §§  201–202d, §§ 204–205 StGB. In: Joecks, Miebach (Hrsg.): Münchener Kommentar zum Strafgesetzbuch, Bd. 4., 3. Aufl. 2017, ISBN 978-3-406-68554-5
- §§  201–202c, §§ 204–205 StGB. In: Joecks, Miebach (Hrsg.): Münchener Kommentar zum Strafgesetzbuch, Bd. 4., 2. Aufl. 2012, ISBN 978-3-406-60293-1
- §§  201–202a, §§ 204–205 StGB. In: Joecks, Miebach (Hrsg.): Münchener Kommentar zum Strafgesetzbuch, Bd. 3., 1. Aufl. 2003, ISBN 3-406-48827-7
- §§  353b–353d StGB. In: Joecks, Miebach (Hrsg.): Münchener Kommentar zum Strafgesetzbuch, Bd. 5., 2. Aufl. 2014, ISBN 978-3-406-60295-5
- §§  353b–353d StGB. In: Joecks, Miebach (Hrsg.): Münchener Kommentar zum Strafgesetzbuch, Bd. 4., 1. Aufl. 2006, ISBN 3-406-48828-5

## Mitgliedschaften und Ehrenamtliches
Jürgen-Peter Graf war von 1983 bis 1987 Vorsitzender des Bezirksverbands der Jungen Union Südbaden, zugleich war er von 1981 bis 1987 Mitglied des Landesvorstands der Jungen Union Baden-Württemberg. Von 1991 bis 1993 war er stellvertretender Kreisvorsitzender, danach bis 1997 Kreisvorsitzender der CDU Emmendingen. Den Landesarbeitskreis der Christlich Demokratischen Juristen (LACDJ) Baden-Württemberg führte er 22 Jahre lang als Vorsitzender von 1991 bis 2013. In dieser Zeit gehörte er auch als Vorstandsmitglied dem Bundesarbeitskreis Christlich Demokratischer Juristen (BACDJ) an.